# Peleteria bidentata
Peleteria bidentata là một loài ruồi trong họ Tachinidae.